# Šturmovŝina
Lo šturmovŝina (in russo штурмовщина, trad. corsa all'ultimo minuto) era un metodo di lavoro molto comune in Unione Sovietica che prevedeva un lavoro frenetico e straordinario alla fine di un periodo pianificato per raggiungere la quota di produzione prefissata. La pratica di solito aumentava la produzione di beni di scarsa qualità alla fine di un ciclo pianificato.
Nonostante l'economia pianificata, i materiali e gli strumenti necessari non erano sempre disponibili in tempo e ciò causava dei rallentamenti nella produzione o l'affidamento di altri impieghi ai lavoratori con l'aspettativa di poter completare il lavoro non appena fossero arrivati i materiali. Tuttavia, quando si avvicinava la fine del mese, la dirigenza diventava nervosa, venivano utilizzati materiali sostitutivi e strumenti improvvisati, il lavoro procedeva con ritmi frenetici e facendo ricorso agli straordinari: tutto finiva con la fine del mese, ma all'inizio del successivo i lavoratori rallentavano per recuperare le forze in modo da poter affrontare il ciclo successivo.
Lo šturmovŝina consisteva in tre fasi:
- Spiachka (ibernazione, in russo: спячка?) – Nel primo terzo del periodo pianificato, nessuno era attivo dato che non vi era alcun ordine di produrre qualcosa;
- Raskachka (costruire, in russo: раскачка?) – A questo punto si conosceva all'incirca ciò che doveva essere fatto, ma vi era ancora molto tempo prima della fine del ciclo e in questo periodo potevano cambiare le richieste o l'intera gestione;
- Goriachka (febbre, in russo: горячка?) – Questa era la fase finale del periodo pianificato dove la merce doveva essere pronta altrimenti la direzione veniva penalizzata; tutti lavoravano freneticamente impiegando il massimo delle energie.